# Kaiserin-Friedrich-Brücke

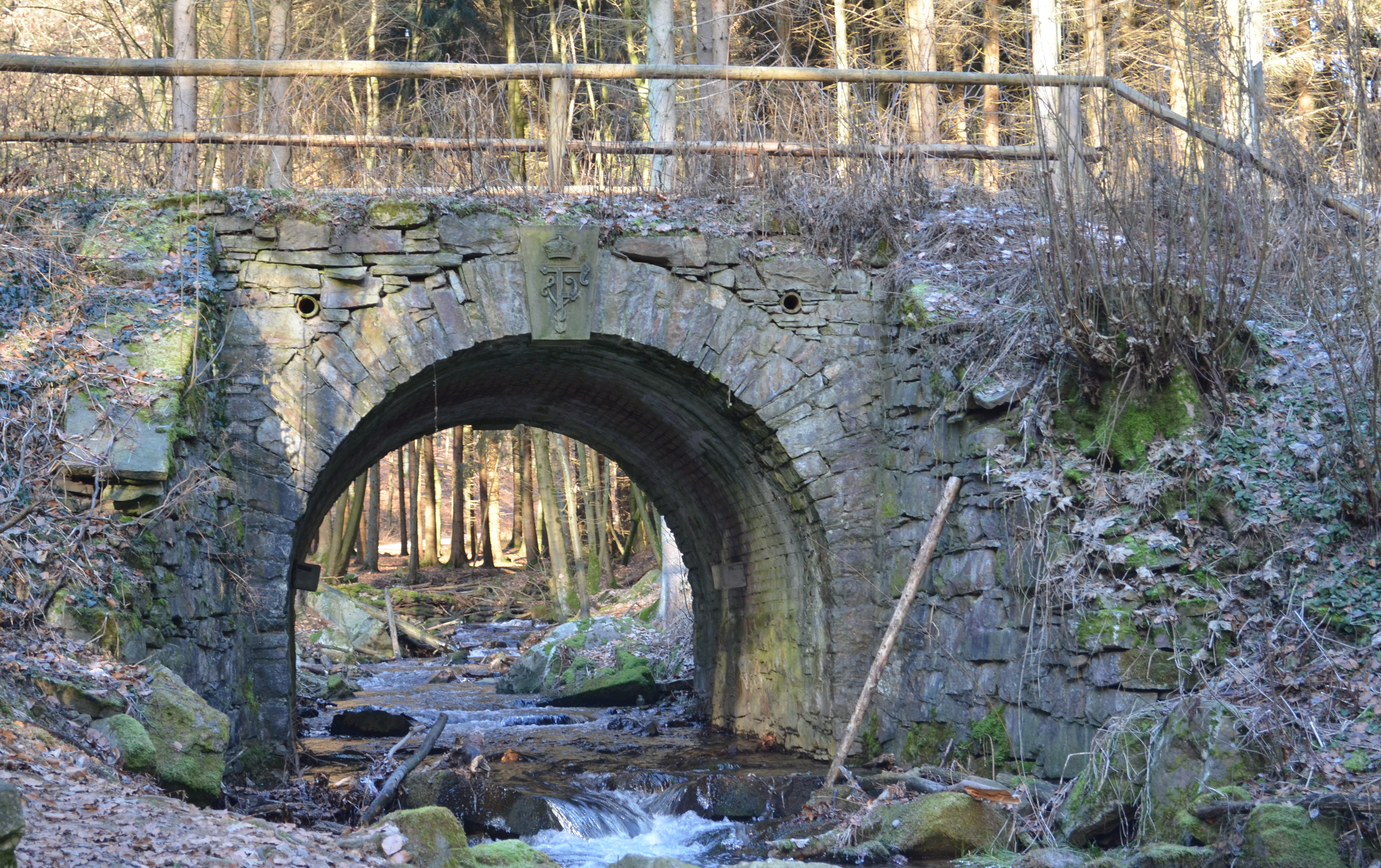
Kaiserin-Friedrich-Brücke

Die Kaiserin-Friedrich-Brücke ist eine Brücke über den Urselbach auf der linken Seite der Kanonenstraße (1,4 km nördlich von Oberursel, unweit der U-Bahn-Endstation Oberursel-Hohemark). Sie steht als Kulturdenkmal unter Denkmalschutz.
Von 1889 bis 1893/94 wurde Schloss Friedrichshof als Witwensitz in Kronberg im Taunus für die ehemalige deutsche Kaiserin Victoria (Kaiserin Friedrich) hergerichtet. Zeitgleich wurde ein Wegesystem von Schloss Friedrichshof bis Oberstedten angelegt, um eine Verbindung zum Schloss Bad Homburg zu schaffen. Als Übergang über den Urselbach (der dort noch den Namen Heidetränkbach trägt) erbaute man 1891 die Kaiserin-Friedrich-Brücke als Teil des Kaiserin-Friedrich-Weges.
Es handelt sich um eine gemauerte Tonnengewölbebrücke mit Flügelmauern. Den Scheitelpunkt des Brückenbogens bildet ein Abschlussstein, in den die Buchstaben „F“ für Friedrich und „V“ für Victoria eingemeißelt sind. Daneben zeigt der Stein das deutsche Kaiserwappen. Der Steinmetz war der Homburger Hofbildhauer Jacob May.
Der Bau wurde durch den Königlichen Oberförster Freiherr von Huene in Bad Homburg organisiert. Für die Bauplanung und -leitung zeichnete der kaiserliche Hofarchitekt Louis Jacobi verantwortlich. Die Kosten wurden mit 5000 Mark veranschlagt. Am 11. Oktober 1891 besichtigte Jacobi mit der Kaiserin die fertige Brücke, am 31. Oktober war sie mit dem angelegten Weg verbunden und nutzbar.
Im Jahre 1905 einigten sich die Gemeinden Kronberg und Eschborn, der Obertaunuskreis und die Schlossverwaltung von Schloss Friedrichshof über die Aufteilung der Unterhaltungskosten. Später wurde der Weg zu einer Landesstraße zweiter Ordnung hochgestuft und das Straßenbauamt Idstein trug die Verantwortung für die Straße. Faktisch war es jedoch ein Waldweg, der überwiegend zum Holztransport genutzt wurde. 1961 wurde daher der Status als Landesstraße gestrichen. Eigentümer der Brücke ist die Stadt Frankfurt am Main. Seit 1989 wird die Brücke als Kulturdenkmal geführt. Sie ist sanierungsbedürftig, die Kosten für eine Sanierung wurden 2014 auf 53.000 Euro geschätzt.